# 탑불레
탑불레(레반트 아랍어: تبولة, 표준 아랍어: تبولة 탑불라[*])는 레바논과 시리아를 비롯한 레반트 지역에서 먹는 샐러드이다. 레바논의 국민 음식 가운데 하나로 여겨진다.

## 이름
아랍어 "탑불라(تَبُّولَة)"의 어원은 "향신료"를 뜻하는 명사 "타빌(تابل)"이다.

## 만들기
잘게 썬 토마토, 파슬리, 민트, 파와 불린 부르굴에, 레몬 즙, 올리브유, 소금 등을 뿌려 만든다. 부르굴 대신 세몰리나를 넣거나 토마토 대신 석류를 넣어 만들기도 한다.

## 같이 보기
- 크스르